# 高森町立高森小学校
高森町立高森小学校（たかもりちょうりつたかもりしょうがっこう）は、かつて熊本県阿蘇郡高森町大字高森にあった公立の小学校。
2003年（平成15年）3月末をもって閉校し、高森町立高森中央小学校に統合された。
なお、当校の校地・校舎が、高森中央小学校に継承されている。

## 概要
歴史
1873年（明治6年）創立。2003年（平成15年）3月に統合により閉校。130年の歴史に幕を下ろした。
校章
校歌
歌詞は3番まであり、各番の歌詞中に校名の「高森校」が登場する。

## 沿革
- 1873年（明治6年）- 「町小学校」および「村山小学校」が創立。
- 1880年（明治13年）- 字冬野に飛森授業所（分教場）を設置。
- 1886年（明治19年）- 3校（町・村山・飛森）を合併の上、尋常科（4年制）を設置の上、「尋常高森小学校」となる。
- 1887年（明治20年）- 阿蘇郡十一ヶ村組合を組織し、本町1266番地に「阿蘇南部高等小学校」が創立。
- 1889年（明治22年）4月1日 - 町村制施行により、阿蘇郡「高森町」が発足。
- 1890年（明治23年）- 阿蘇南部高等小学校を組織する組合が「阿蘇郡五ヶ村組合」となる（山東部の6村が脱退）。
- 1892年（明治25年）- 「高森尋常小学校」に改称。
- 1894年（明治27年）- 阿蘇南部高等小学校が白木村吉田に移転。
- 1901年（明治34年）- 町の大火により、類焼で校舎が全焼。復旧まで、下町の寺院を仮校舎とする。
- 1902年（明治35年）- 熊本専売局高森出張所に仮教室を開設。
- 1903年（明治36年）- 木造2階建て新校舎が完成。
- 1904年（明治37年）- 高森町が阿蘇南部高等小学校の組合から離脱。高等科を併置の上、「高森尋常高等小学校」と改称。
- 1908年（明治41年）4月 - 改正小学校令により、尋常科（義務教育年限）が4年制から6年制に改められる。従来の尋常科4年・高等科4年を「尋常科6年・高等科2年」に改める。この年、増築校舎が完成。
- 1914年（大正3年）- 高等科3年が設置される。
- 1915年（大正4年）- 色見村高等科児童を収容（色見村が阿蘇南部高等小学校の組合から離脱）。
- 1931年（昭和6年）6月 - 新校舎が完成。
- 1932年（昭和7年）12月 - 第二校舎が完成。
- 1937年（昭和12年）4月 - 高森家政女学校が併置される。
- 1938年（昭和13年）8月 - プールが完成。
- 1941年（昭和16年）4月1日 - 国民学校令施行により、「高森町高森国民学校」と改称。尋常科を初等科に改める。
- 1947年（昭和22年）- 学制改革が行われる（六・三制の実施）。
  - 4月1日 - 国民学校初等科は、新制小学校「高森町立高森小学校」（最終名）に改組・改称。
  - 4月22日 - 国民学校高等科は青年学校普通科とともに、新制中学校「高森町色見村組合立高森中学校」に改組・改称。
- 1948年（昭和23年）9月 - PTAが発足。
- 1951年（昭和26年）2月 - 高等学校の新校舎が完成し、小学校校舎の貸与を終了。講堂を間仕切りした教室から普通教室に戻る。
- 1955年（昭和30年）2月 - 完全給食を開始。
- 1962年（昭和37年）2月 - 高森中学校の新校舎が完成し、小学校校舎の貸与を終了。併設を解消。
- 1964年（昭和39年）7月 - 家庭教育学級を開設。
- 1966年（昭和41年）- 創立80周年を記念して、運動場を整備。
- 1975年（昭和50年）2月 - 創立100周年記念式典を挙行。
- 2003年（平成15年）
  - 3月31日 - 統合により閉校。
  - 4月1日 - 高森町内の小学校3校（高森・色見・上色見）の統合により、「高森町立高森中央小学校」が新設される。

## 交通アクセス
最寄りの鉄道駅
- 南阿蘇鉄道 高森線 「高森駅」

最寄りのバス停留所
- 九州産交バス「四つ角」停留所

最寄りの幹線道路
- 熊本県道28号熊本高森線
- 熊本県道177号高森停車場線
- 熊本県道151号清和高森線
- 熊本県道319号仏原高森線

## 周辺
- 高森町立 高森中央小学校給食共同調理場
- 高森湧水館
- 稲荷大明神
- 高森高橋稲荷神社
- 別所池